# Chimarra heliaca
Chimarra heliaca är en nattsländeart som beskrevs av Wolfram Mey 1998. Chimarra heliaca ingår i släktet Chimarra och familjen stengömmenattsländor. Inga underarter finns listade i Catalogue of Life.